# Dagāh
Dagāh (persiska: دَكاه, دَگَه, دِگَخ, دِگا, دگاه, Dakāh, دِگاهی) är en ort i Iran.   Den ligger i provinsen Zanjan, i den nordvästra delen av landet, 290 km nordväst om huvudstaden Teheran. Dagāh ligger 2 231 meter över havet och antalet invånare är 150.
Terrängen runt Dagāh är kuperad. Runt Dagāh är det ganska glesbefolkat, med 47 invånare per kvadratkilometer. Närmaste större samhälle är Vananaq, 11,1 km väster om Dagāh. Trakten runt Dagāh består i huvudsak av gräsmarker.